# Peliococcus manifectus
Peliococcus manifectus är en insektsart som beskrevs av Borchsenius 1949. Peliococcus manifectus ingår i släktet Peliococcus och familjen ullsköldlöss. Arten är reproducerande i Sverige. Inga underarter finns listade i Catalogue of Life.